# Göran Svensson (jurist)
Stig Göran Svensson, född 1942, är en svensk jurist som var lagman i Karlskoga tingsrätt från 1992 till 1995, lagman i Karlstads tingsrätt från 1995 till dess nedläggning 2005 och därefter till sin pensionering 2007 lagman i Värmlands tingsrätt.
Svensson utsågs till hovrättsråd i hovrätten för Västra Sverige 29 september 1988. Han utsågs till rådman i Jönköpings tingsrätt 20 december 1990
 och till lagman i Karlskoga tingsrätt 12 oktober 1992. Den 14 november 1994 utsågs han till lagman i Karlstads tingsrätt, för att vid dess nedläggning 2005 bli lagman i Värmlands tingsrätt.